# Coloana Fidelității din Timișoara
Coloana Fidelității din Timișoara este un monument istoric aflat pe teritoriul municipiului Timișoara.

## Galerie

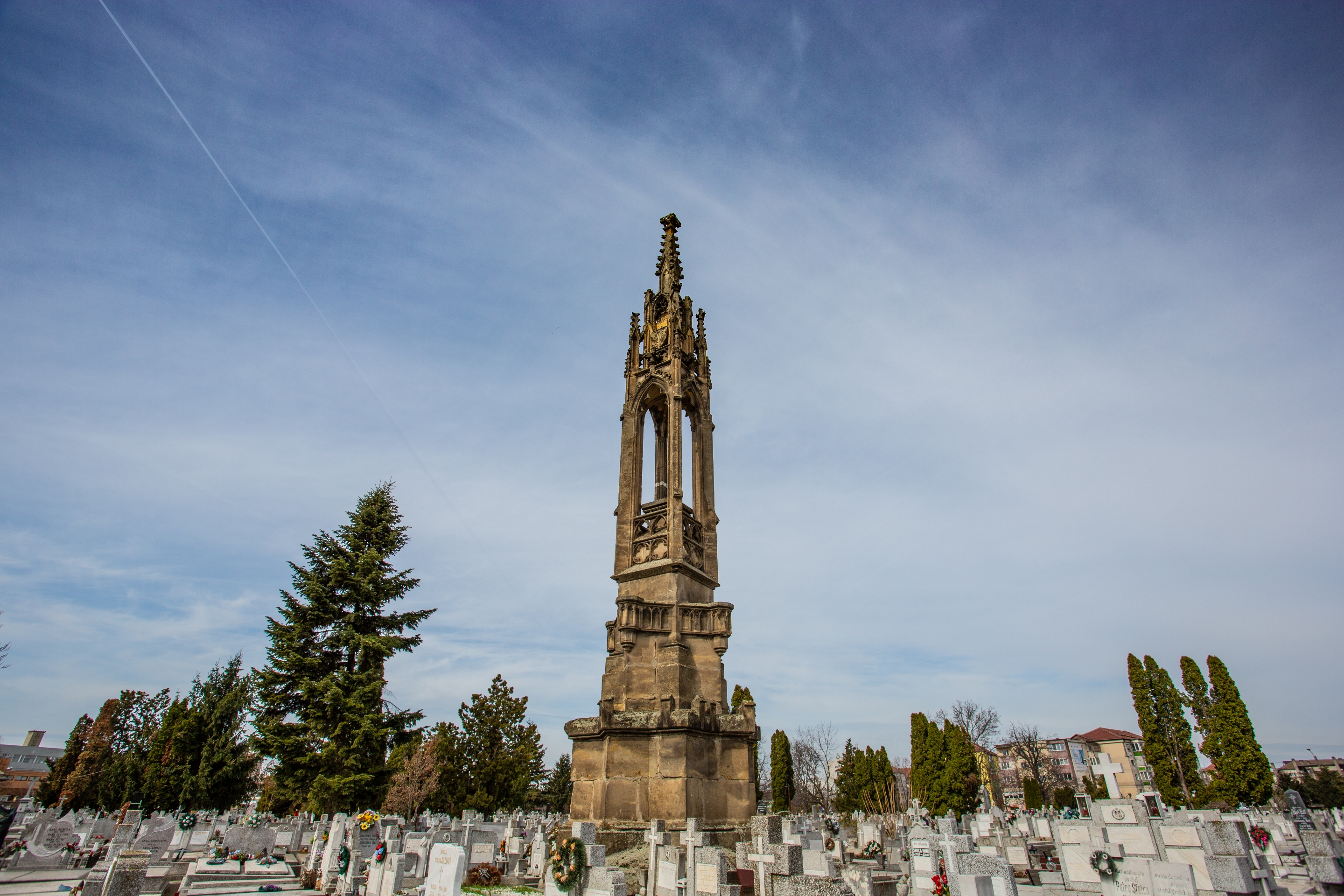
Coloana Fidelitații Timișoara
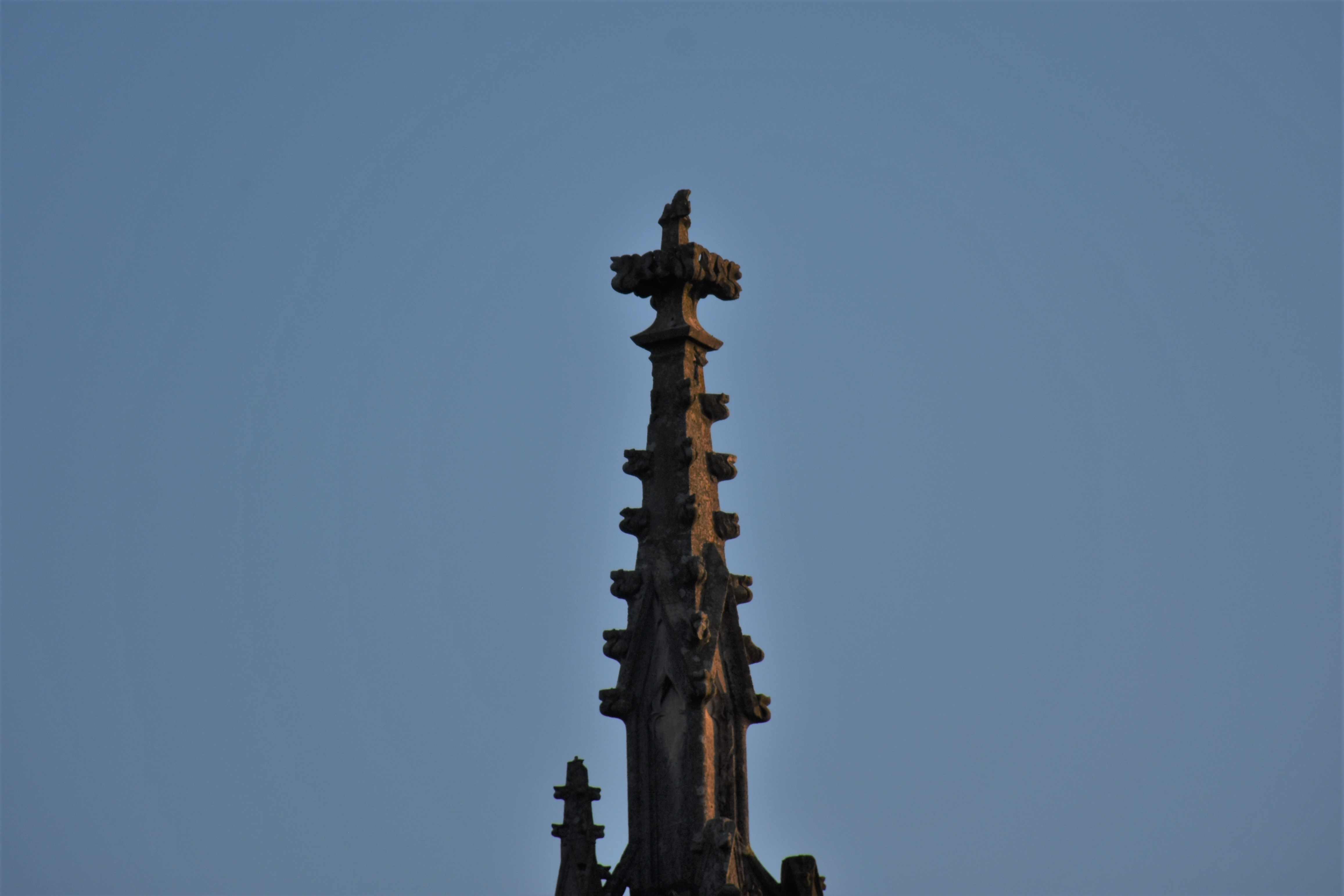
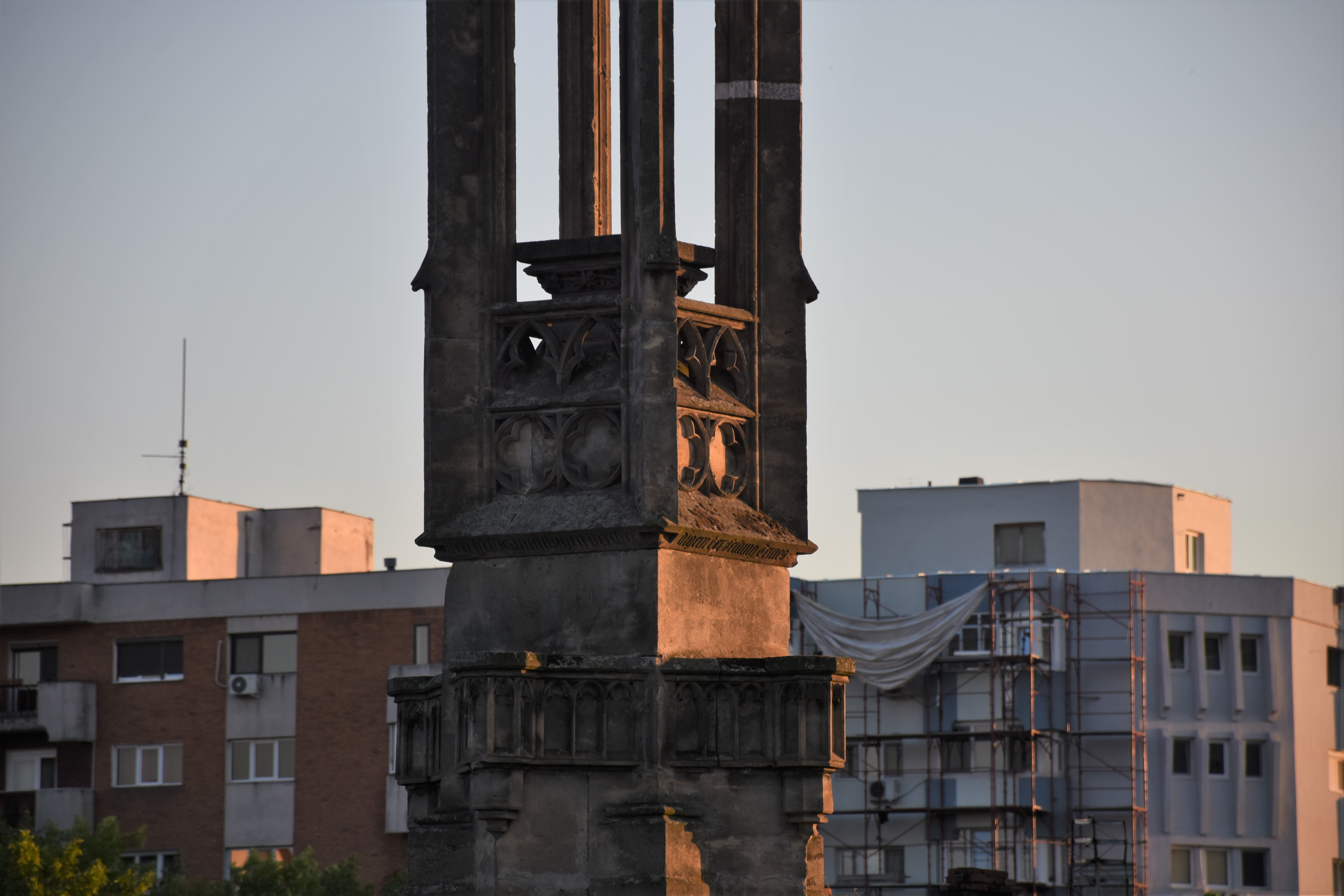
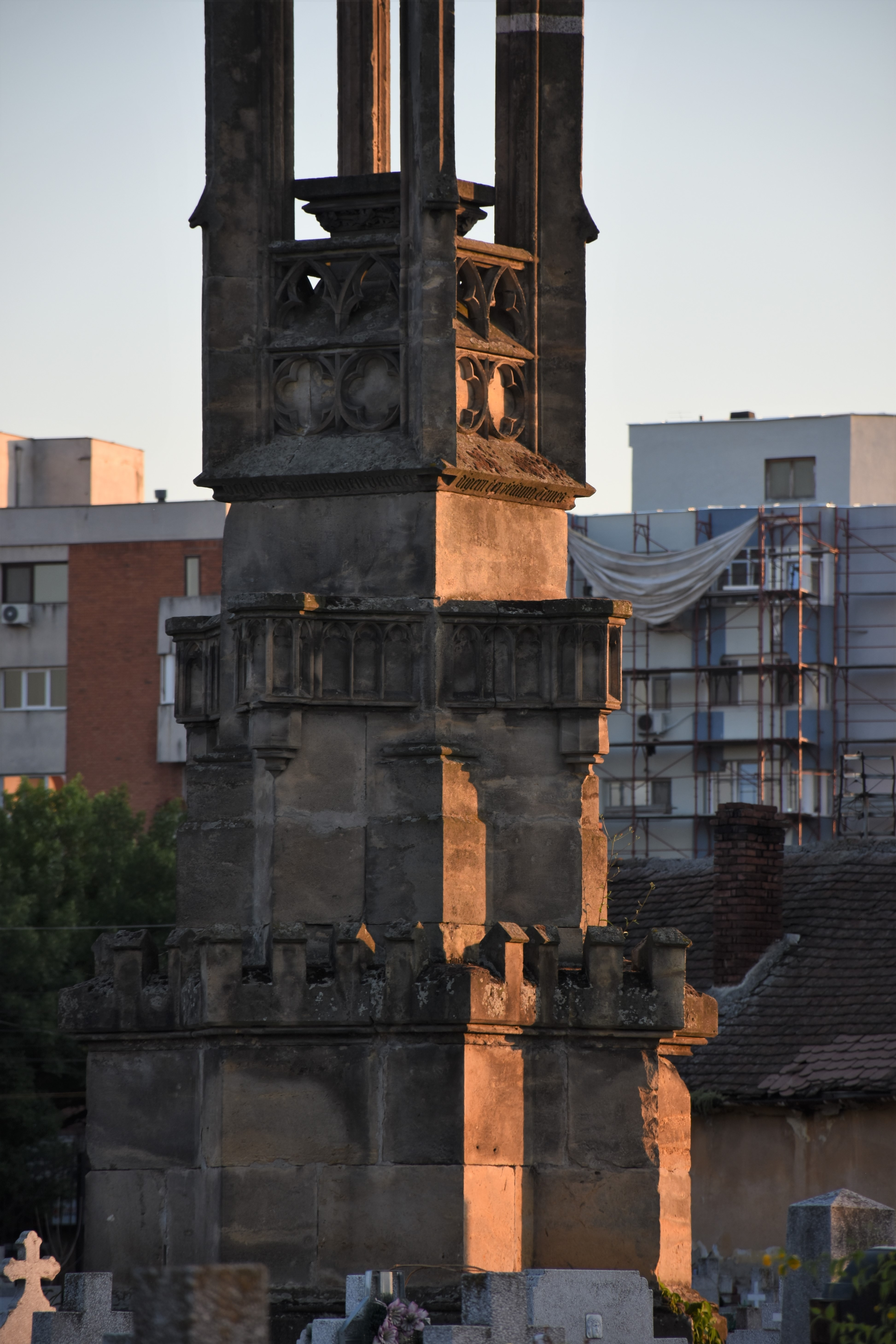
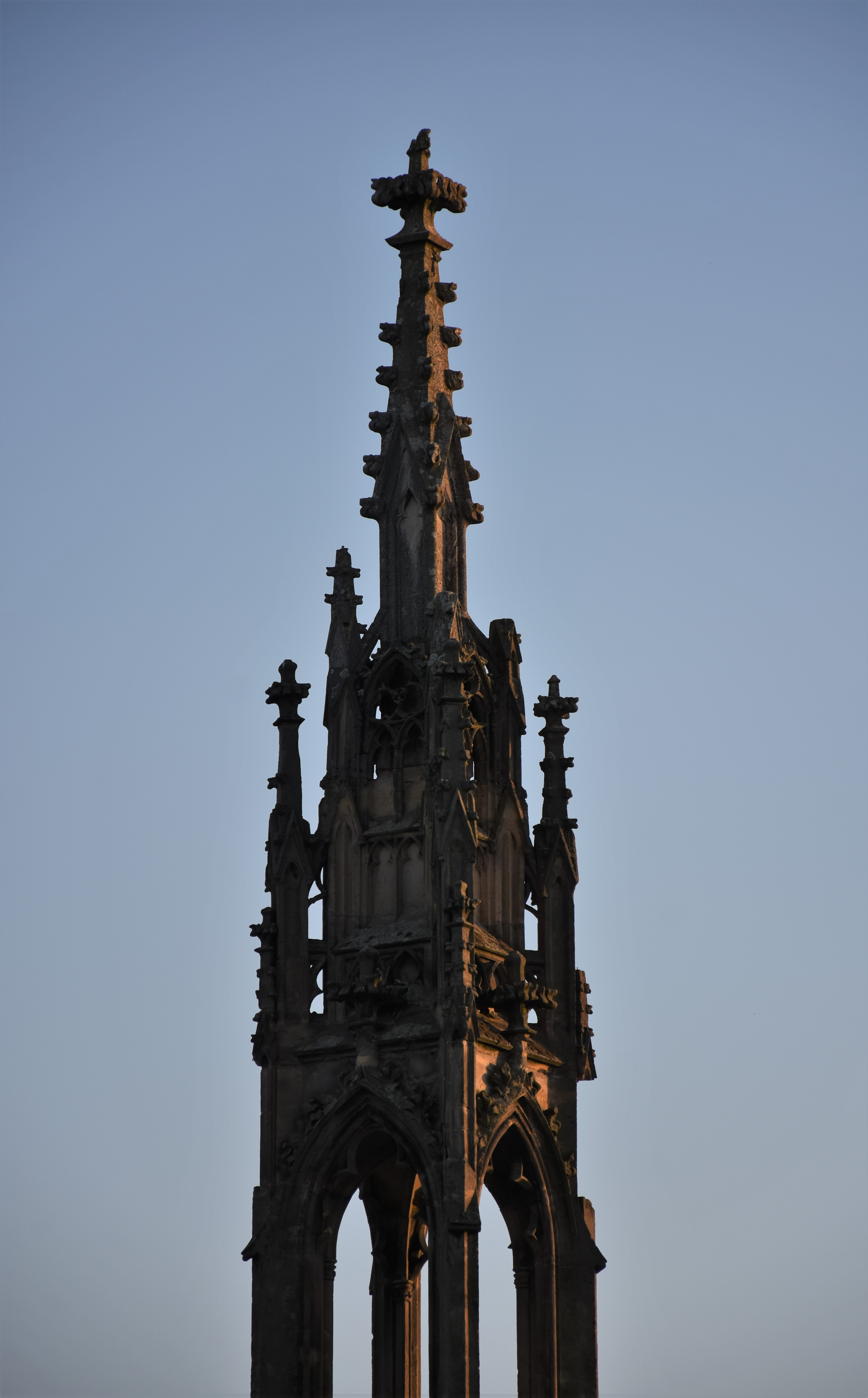
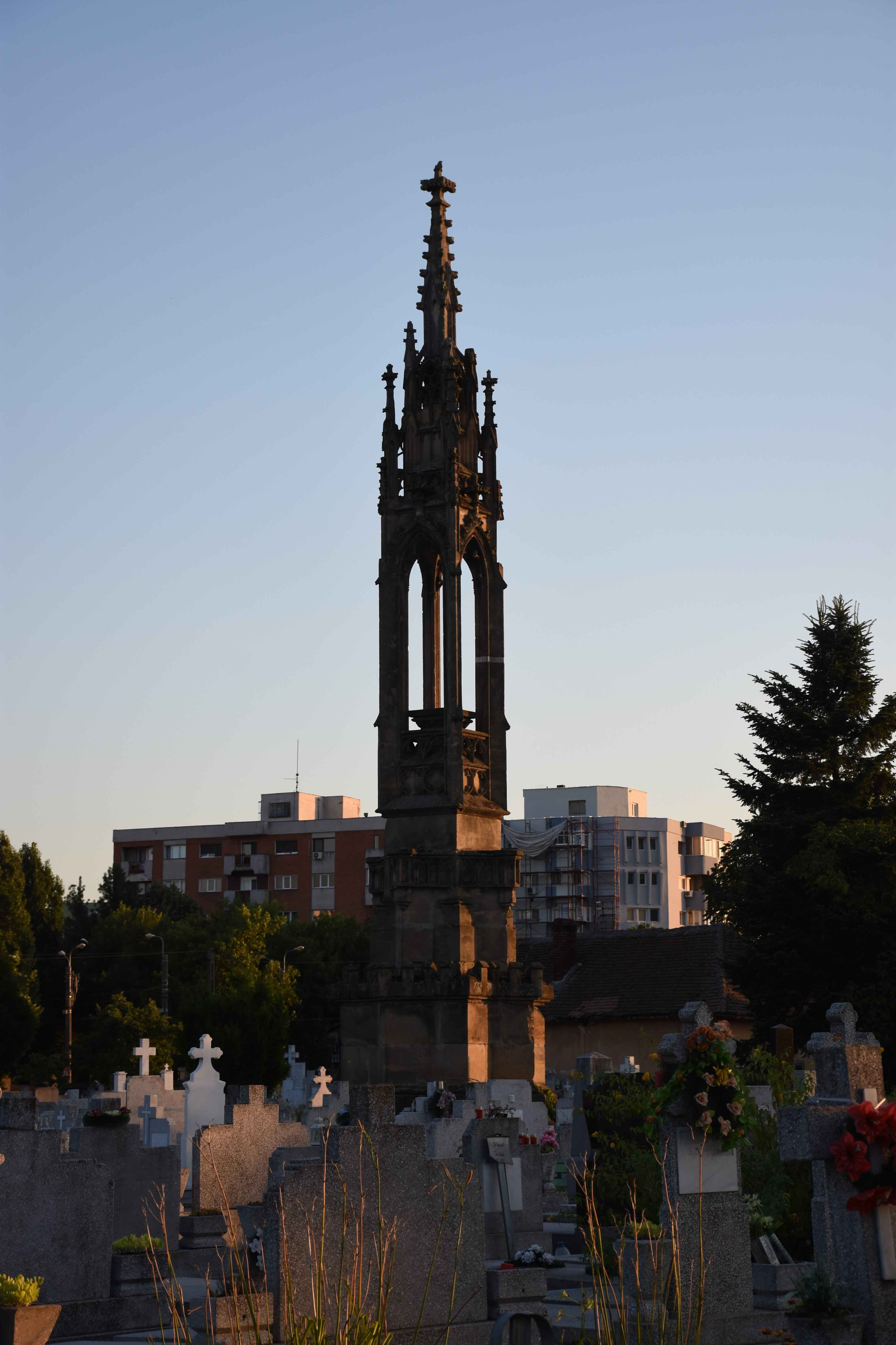
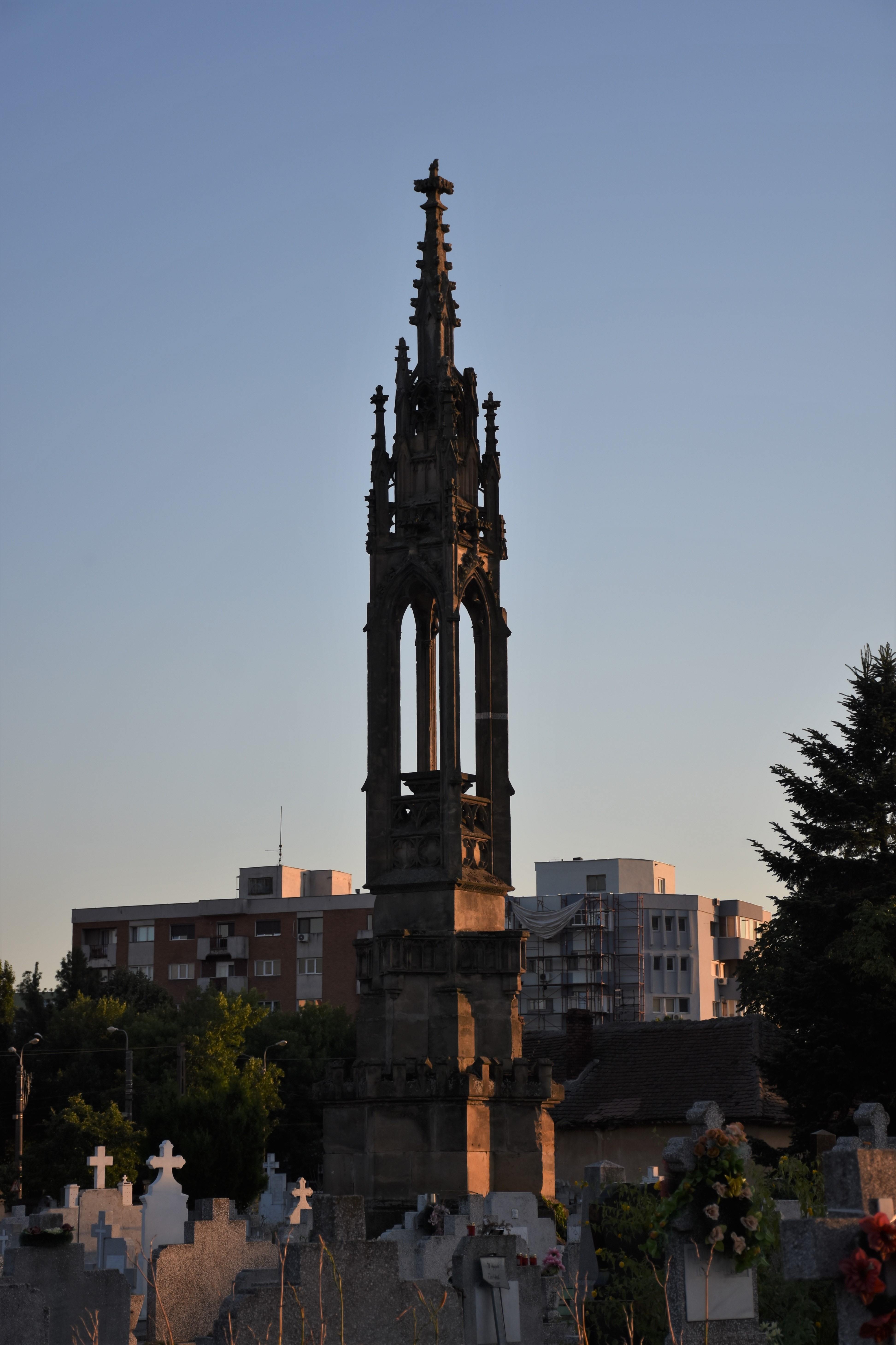
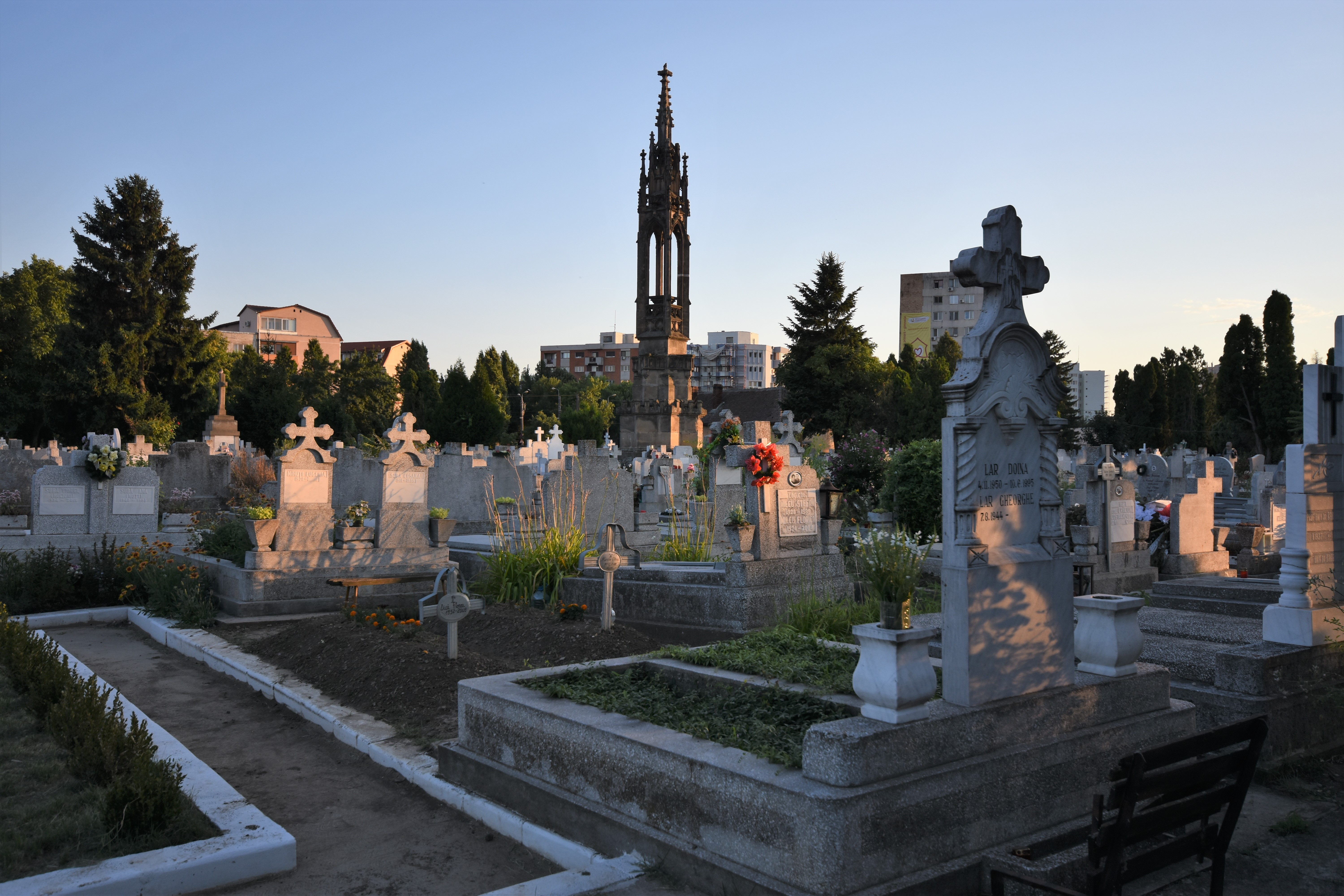
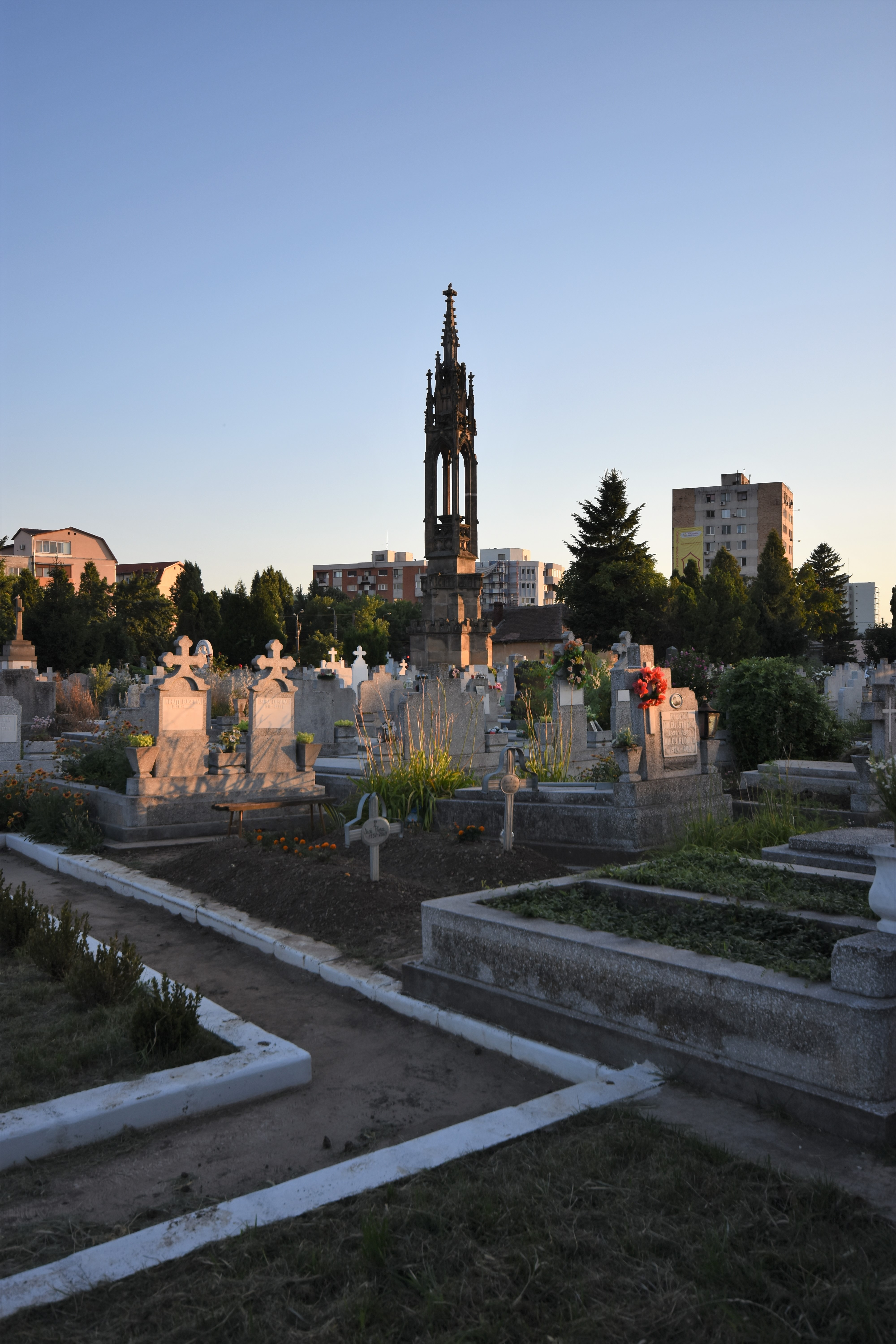
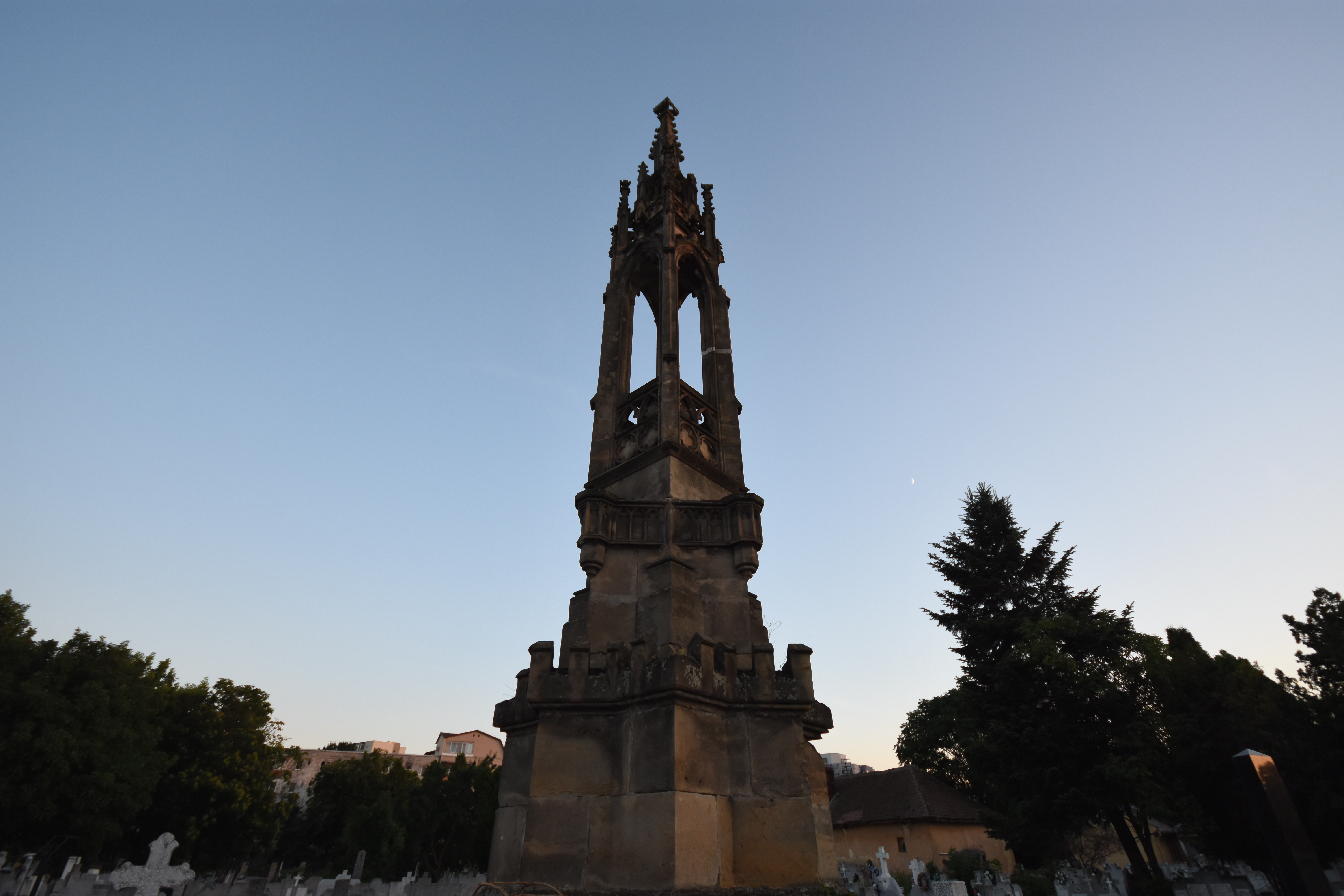